# ファズリク・ラジフ
ムハド・ファズリク・モハマド・ラジフ・シデク（英語: Muhd Fazriq Mohamad Razif Sidek、2004年5月29日 - ）は、マレーシアの男子バドミントン選手。

## 経歴
ジュニア時代はウォン・フィンセーンとペアを組む。
2019年の国際バドミントンU16庄内大会では、決勝でアレックス・ラニアーを破って優勝。
2024年からは、1歳年下のブライアン・グンティンとペアを組む。